# Svartsjö slott
Svartsjö slott är en slottsbyggnad belägen i Svartsjö på Färingsö i Mälaren, Ekerö kommun, Stockholms län.  På medeltiden fanns ett stenhus på platsen. År 1580 stod gamla slottet färdigt, vilket eldhärjades 1687. Nuvarande slottets mittparti uppfördes på 1730-talet som kungligt lustslott efter ritningar av arkitekt Carl Hårleman, som med denna byggnad introducerade rokoko i Sverige. Byggnaden förlängdes på 1770-talet med Carl Fredrik Adelcrantz som arkitekt. Svartsjö slott och park är statligt byggnadsminne sedan 25 januari 1935 medan borgruinen är ett fornminne.

## Historik

### Tidigare byggnader
I Svartsjö har genom tiderna flera kungliga byggnader funnits. På medeltiden fanns ett stenhus där prominenta vistades, bland andra hertigarna Erik och Valdemar år 1310. Senare uppförde Gustav Vasa ett myntverk 1541 på Svartsjö kungsgård. Sönerna Erik XIV och Johan III lät bygga ett överdådigt renässansslott med en rund inre borggård och trädgård. Bygget stod klart 1580 och eldhärjades 1687. Rester av borgens källargrund finns kvar synliga på platsen.

### Bilder, borgen

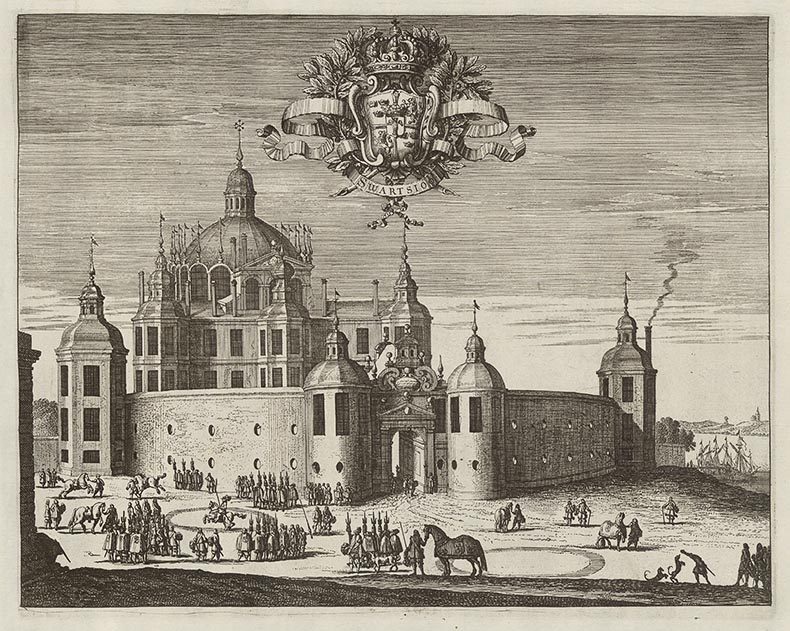
Det gamla slottet, så som det framställs i Suecia antiqua et hodierna.
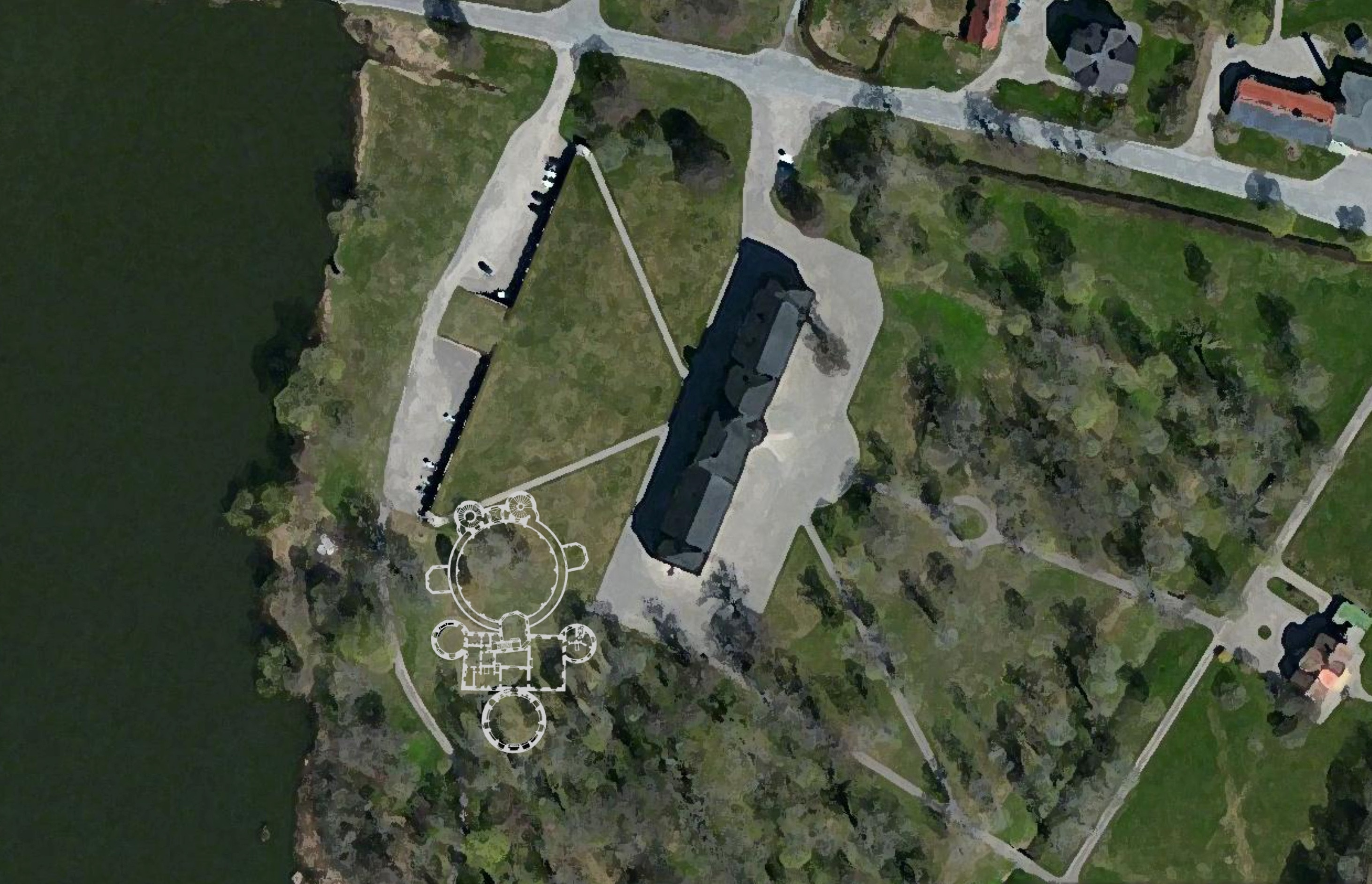
Gamla slottets läge.
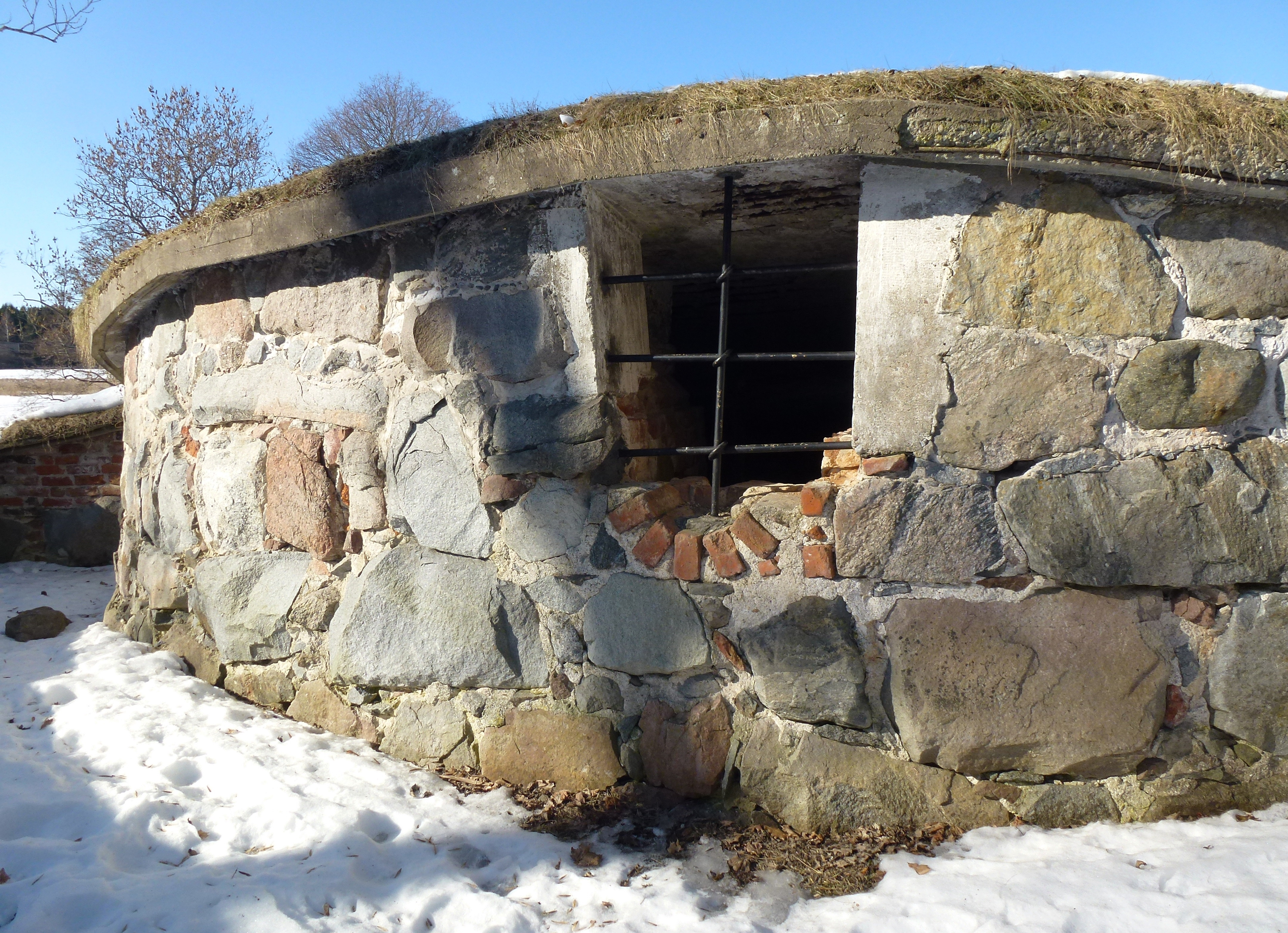
Ruinen efter gamla slottet.
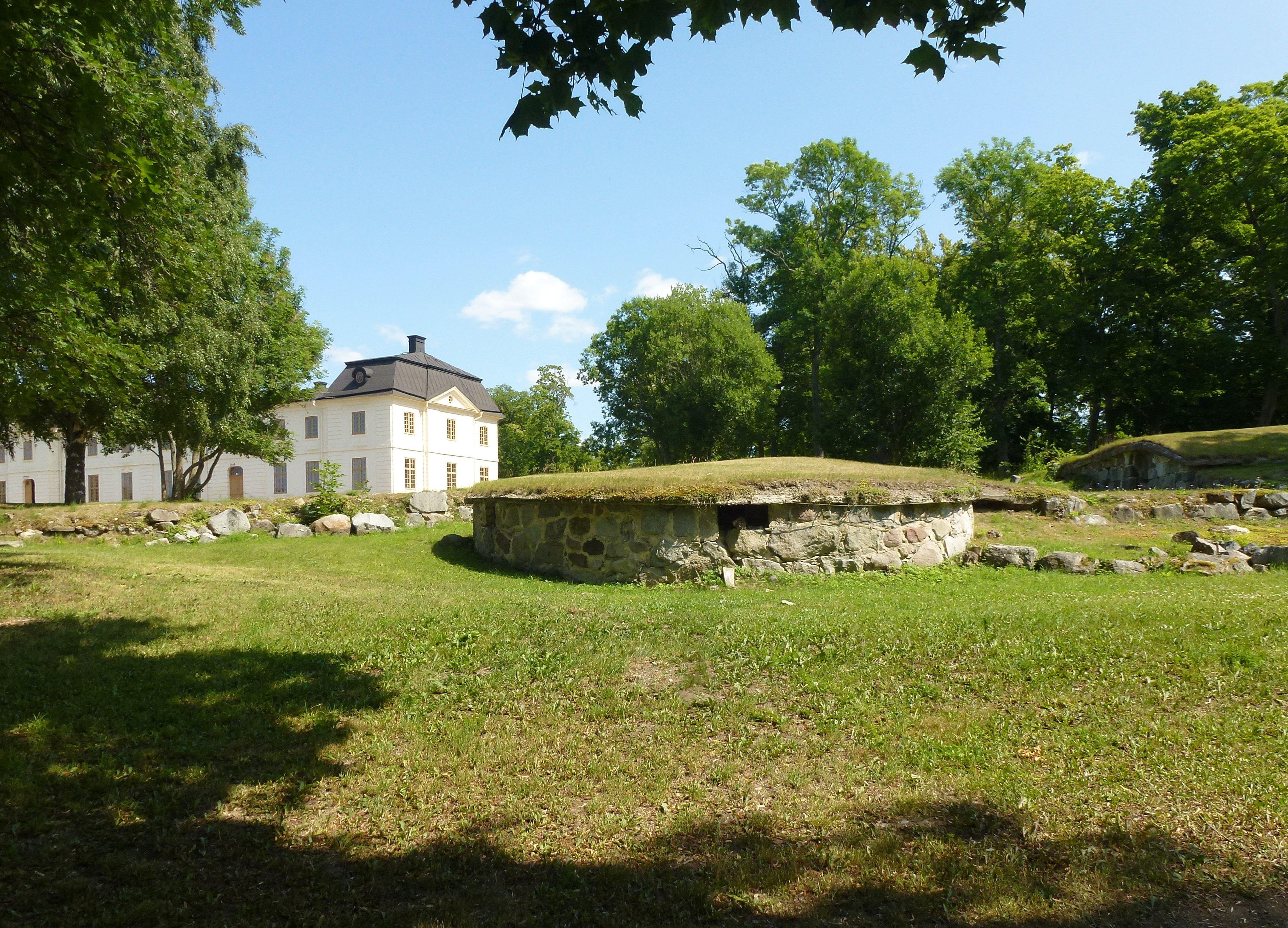
Ruinen efter gamla slottet med nya slottet i bakgrunden.

### Det nuvarande slottet

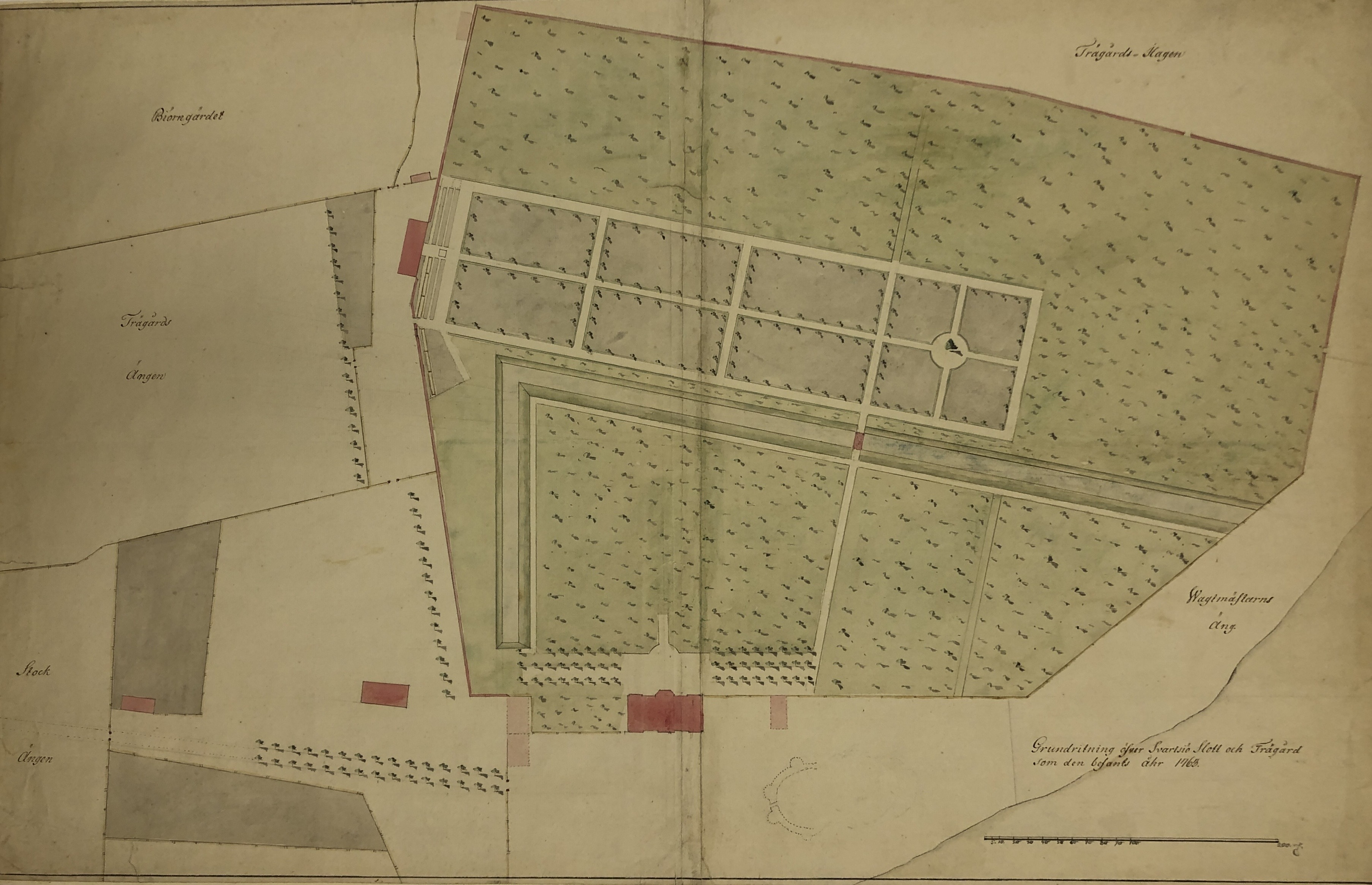
Adelcrantz uppmätningsritning över slottet och trädgården från 1763. (Slottsarkivet).

Den nuvarande byggnadens mittparti uppfördes på uppdrag av Fredrik I mellan 1734 och 1739 som jaktslott åt drottning Ulrika Eleonora, efter ritningar av Carl Hårleman. Rokokoslottet, uppfört efter franska förebilder, blev mönsterbildande för svensk herrgårdsarkitektur under senare delen av 1700-talet. Svartsjö slott bestod ursprungligen av en central byggnadskropp, som byggts efter Hårlemans ritningar. I samband med att Lovisa Ulrika efter 1771 tillträdde slottet som änkesäte förlängdes det 1773 med två flygelbyggnader på kortsidorna efter ritningar av arkitekt Carl Fredrik Adelcrantz. Dessutom tillbyggdes en klocklanternin. Slottets främsta rum är den stora salen, en åttakantigt rum som sträcker sig genom två våningsplan.
I slutet av 1767 fick den svenskfödde brittiske hovarkitekten William Chambers av drottning Lovisa Ulrika ett guldskrin med inläggningar föreställande svenska kungliga slott. Detta var mer än en vänskapsgest i utbyte för böckerna "Kew, Chinese Buildings" och "Treatise", som han hade sänt till drottningen. Han utförde 1769 idéskisser och ritningar för slottet Svartsjö tillsammans med sin elev Edward Stevens. Detta var sannolikt en av anledningarna till att han ett år senare fick Nordstjärneorden.
| Hårlemans fasadritning från 1730-talet med Fredrik I:s gillande namnteckning och slottets mittparti som de ter sig idag (2013). |  | Hårlemans fasadritning från 1730-talet med Fredrik I:s gillande namnteckning och slottets mittparti som de ter sig idag (2013). |
| Hårlemans fasadritning från 1730-talet med Fredrik I:s gillande namnteckning och slottets mittparti som de ter sig idag (2013). |  | |

#### Bilder

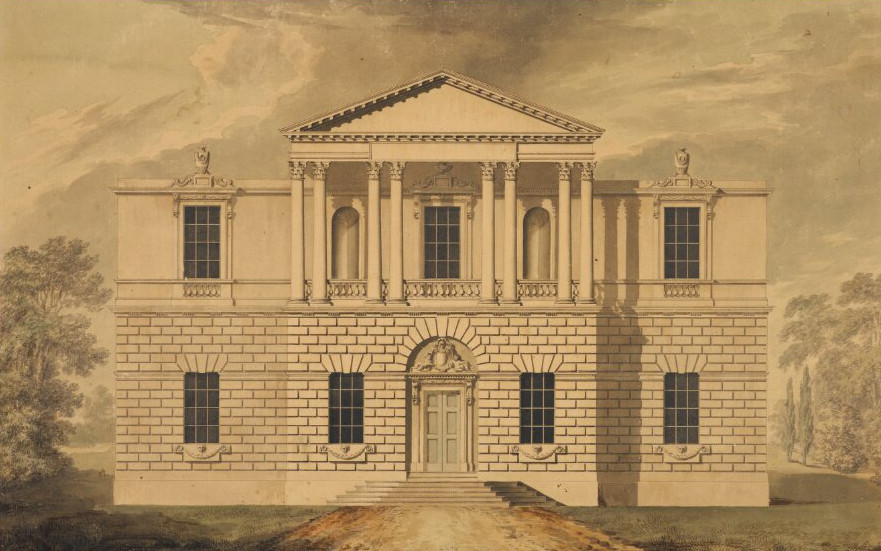
Chambers förslag till omdaning av Svartsjö, utförd av Edward Stevens 1769. (Nationalmuseum).

### Slottsträdgården och parken

Uppmätningsritning över Svartsjö slott med trädgårdar år 1783, av lantmätare Lars Reinhold Kökeritz.

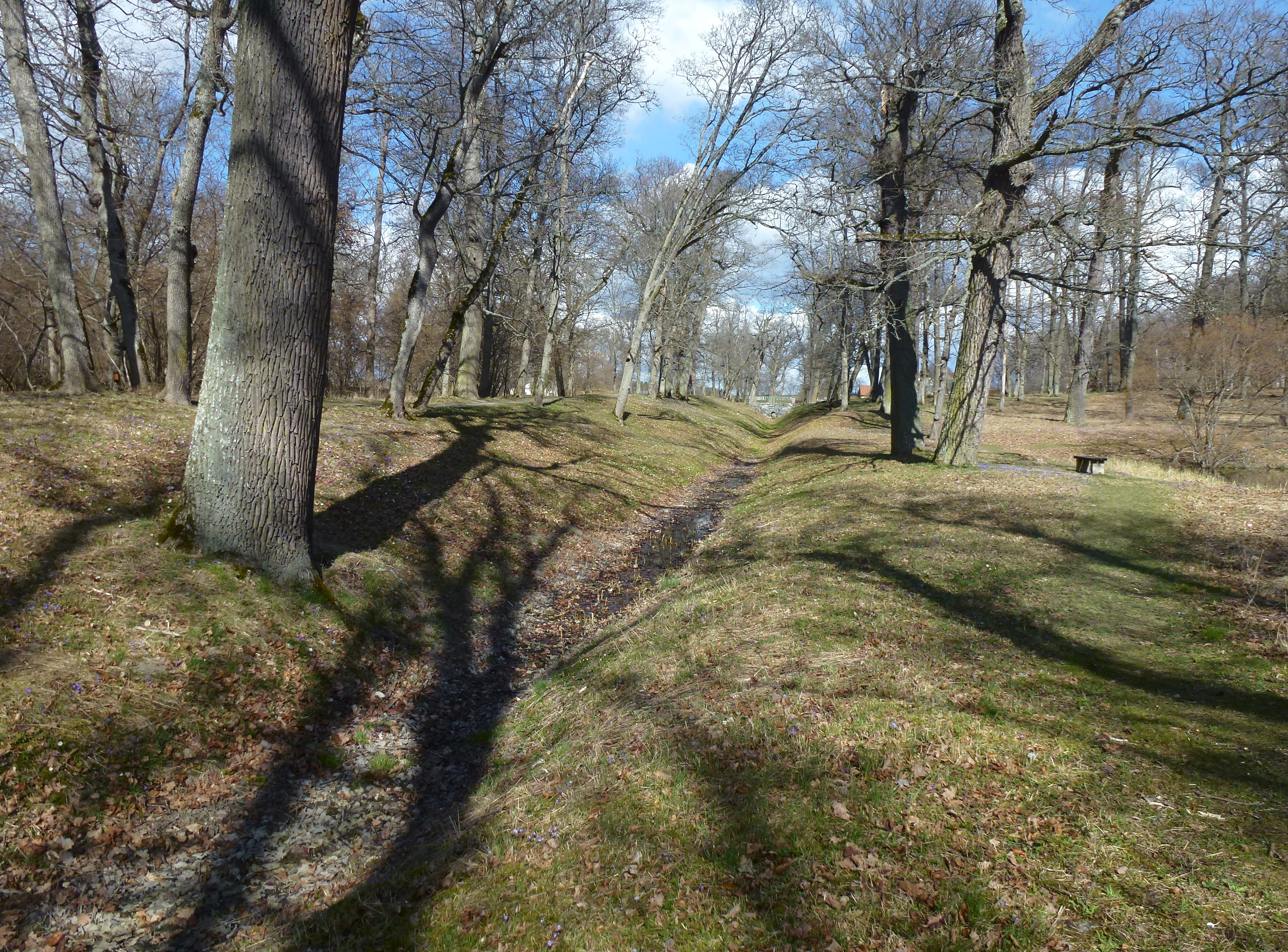
Rester efter vallgraven, 2015.

Vårvintern 1773 planerade änkedrottning Lovisa Ulrika, att omgestalta och framförallt utöka den gamla trädgården vid Svartsjö med en engelsk park. Eftersom det i Sverige ännu inte fanns någon kvalificerad arkitekt som kunde rita trädgårdar i enlighet med den nya engelska smaken var det naturligt att hon vände sig till William Chambers i London. Att döma av Chambers egen brevväxling hade han inte tillfälle att besöka Svartsjö, utan fick bygga sitt arbete på uppmätningar. I mars 1774 var han klar med detta. Victoria and Albert Museum har en konceptkopia från 1774 med Chambers förslag till generalplan för trädgården vid Svartsjö slott.
I sitt följebrev riktat till den svenske ministern i London, baron Gustaf Adam von Nolcken, var William Chambers noga med att framhålla, att förslaget kunde utföras till en modest kostnad och tillgodose såväl nytta som nöje.
Av William Chambers brev framgår det, att hans möjligheter att göra en mer radikal förändring av den äldre formträdgården var begränsade eftersom änkedrottningen redan bestämt att den gamla anläggningen skulle bibehållas. Det skulle dröja ända till tiden efter försäljningen av Drottningholms slott innan änkedrottningens ekonomi var så förbättrad att trädgårdsprojektet kunde genomföras. Det är dock oklart om Chambers förslag genomfördes eller inte. 
Även Hårleman och Adelcrantz gjorde upp planer för trädgårdens omgestaltning och utvidgning. Endast en del av dessa kom till utförande. Det är känt att anläggningsarbeten företogs i trädgården under åren 1780-81, men vilka planer som förverkligades är oklart.
Öster om slottet finns rester av en vallgrav som sträckte sig i nord-sydlig riktning mellan barockparken och slottet. Vallgraven är numera torr men fick ursprungligen sitt vatten från intilliggande Svartsjöviken. Den anlades troligen redan under Gustav Vasas tid och skyddade slottet som då var ett försvarsverk. Genom landhöjningen bröts kontakten med Svartsjöviken och graven blev torr. Idag leder två stenvalvsbroar över graven. Av barockparken återstår en rektangulär spegeldamm som begränsade anläggningen mot syd.
I slottsparken finns även en av Sveriges äldsta parklindar, Drottning Kristinas lind. Den planterade, enligt traditionen, på 1620-talet av Gustav II Adolf. Under linden står en marmorstaty föreställande Gustav II Adolf (sittande) i samtal med Axel Oxenstierna, som efter Gustav II Adolfs död fick leda landet. Statyn är formgiven av en okänd konstnär och beställdes 1784 av Gustav III i Italien. Året därpå placerades den under linden. Statyn är ingen avgjutning utan själva originalet i vit marmor, som vintertid skyddas av en träöverbyggnad.

### Bilder, slottet och parken

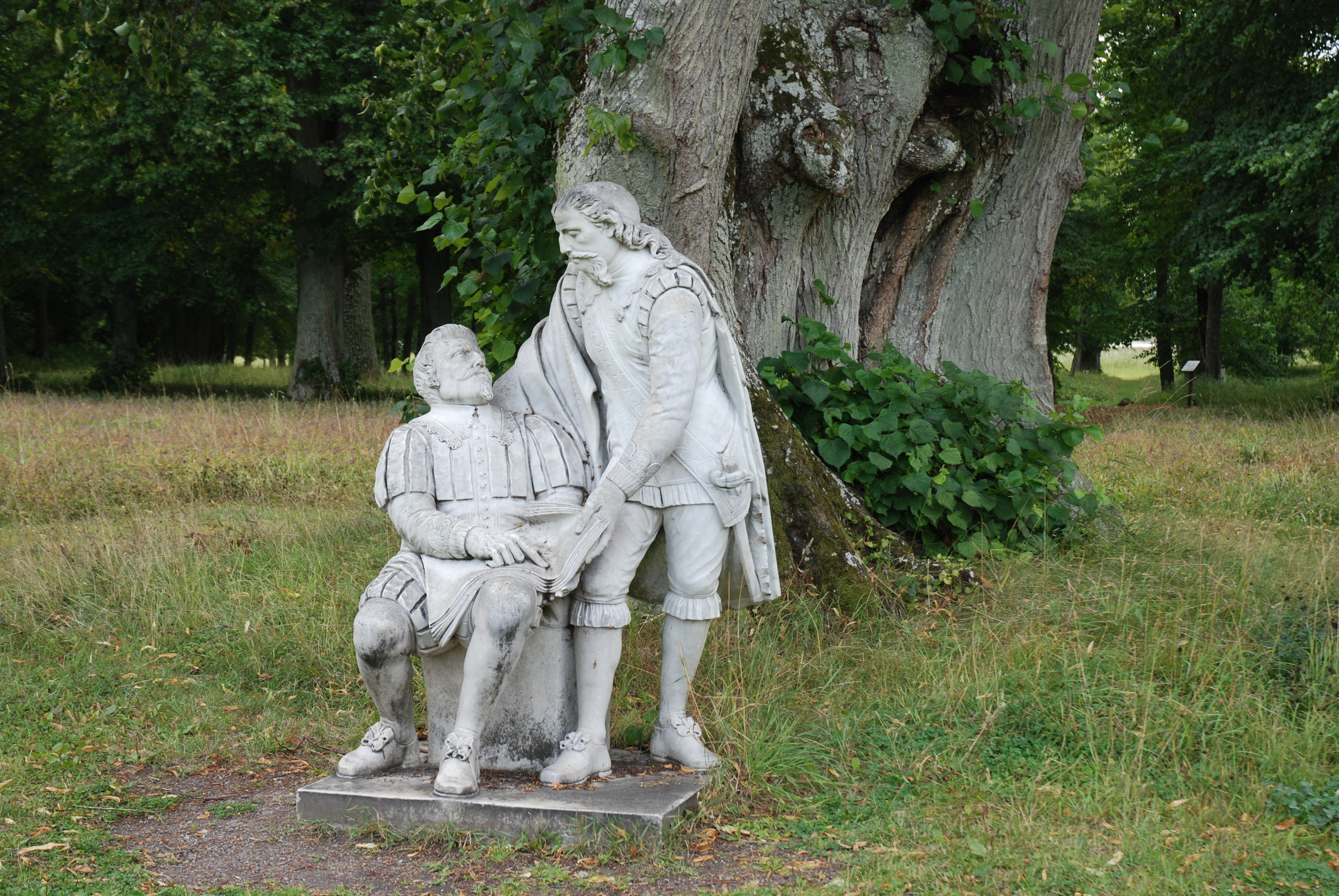
Gustav II Adolf (sittande) och Axel Oxenstierna under Kristinas lind.
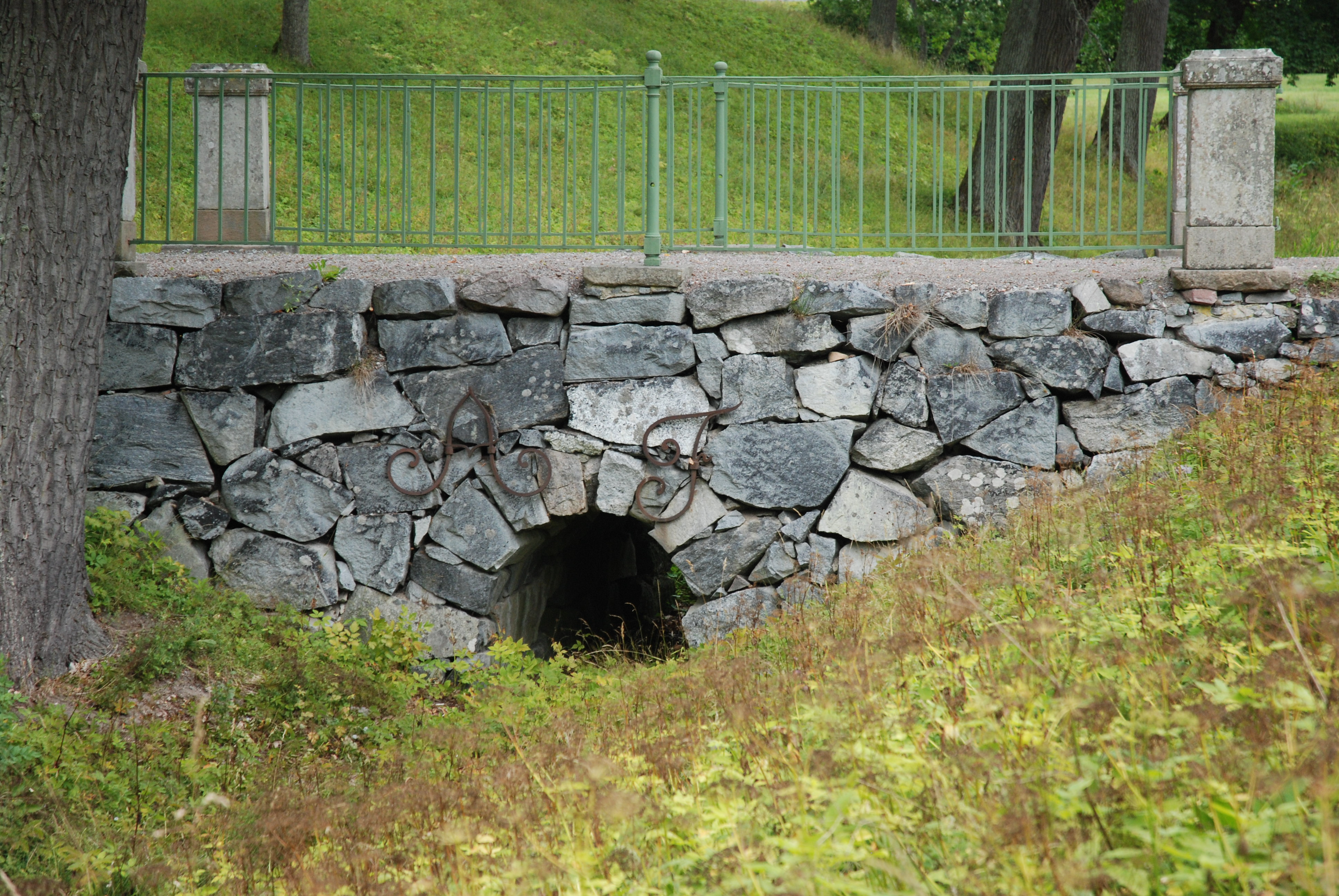
Stenvalvsbro som leder över vallgraven.
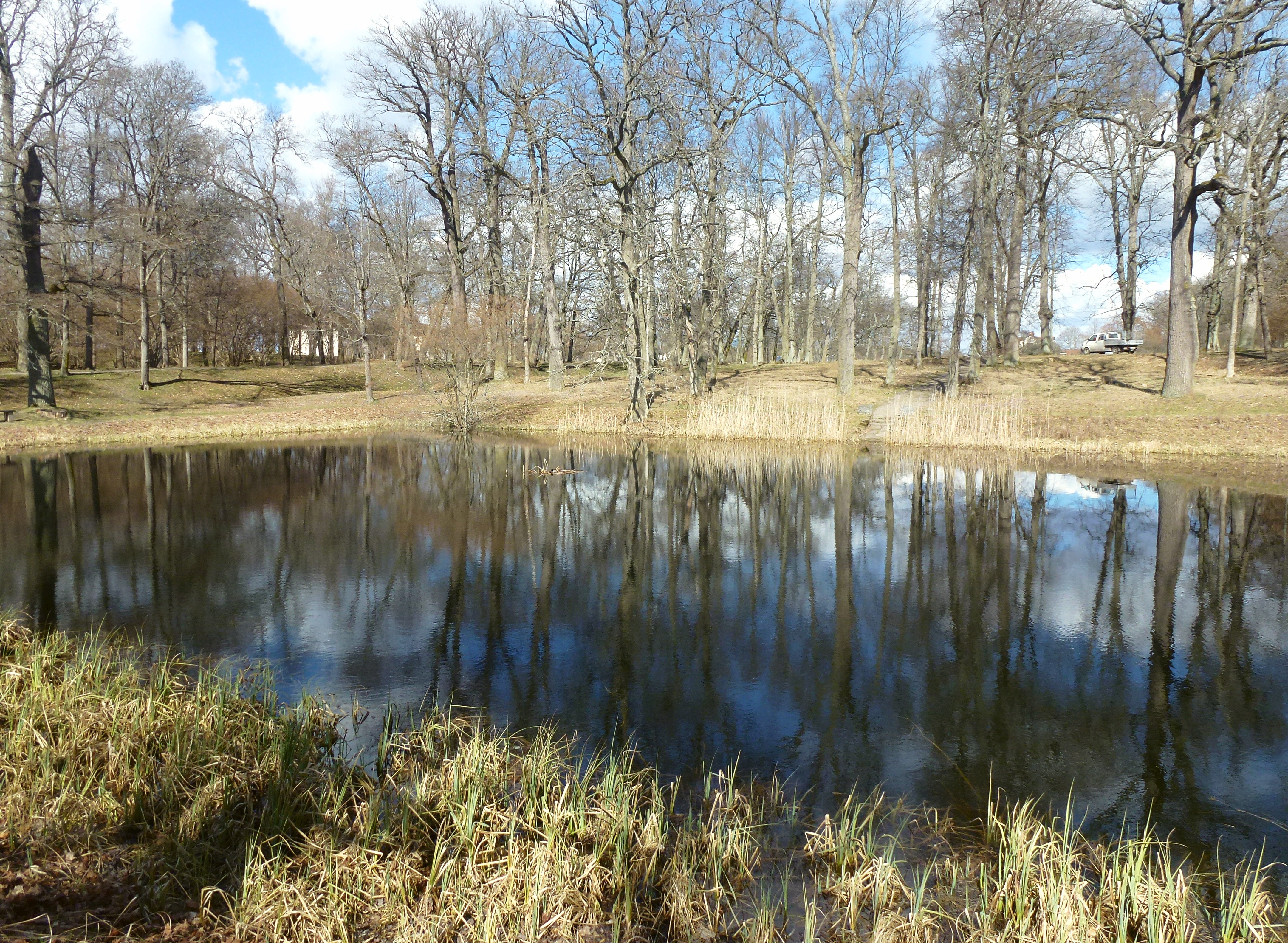
Spegeldammen i parken.
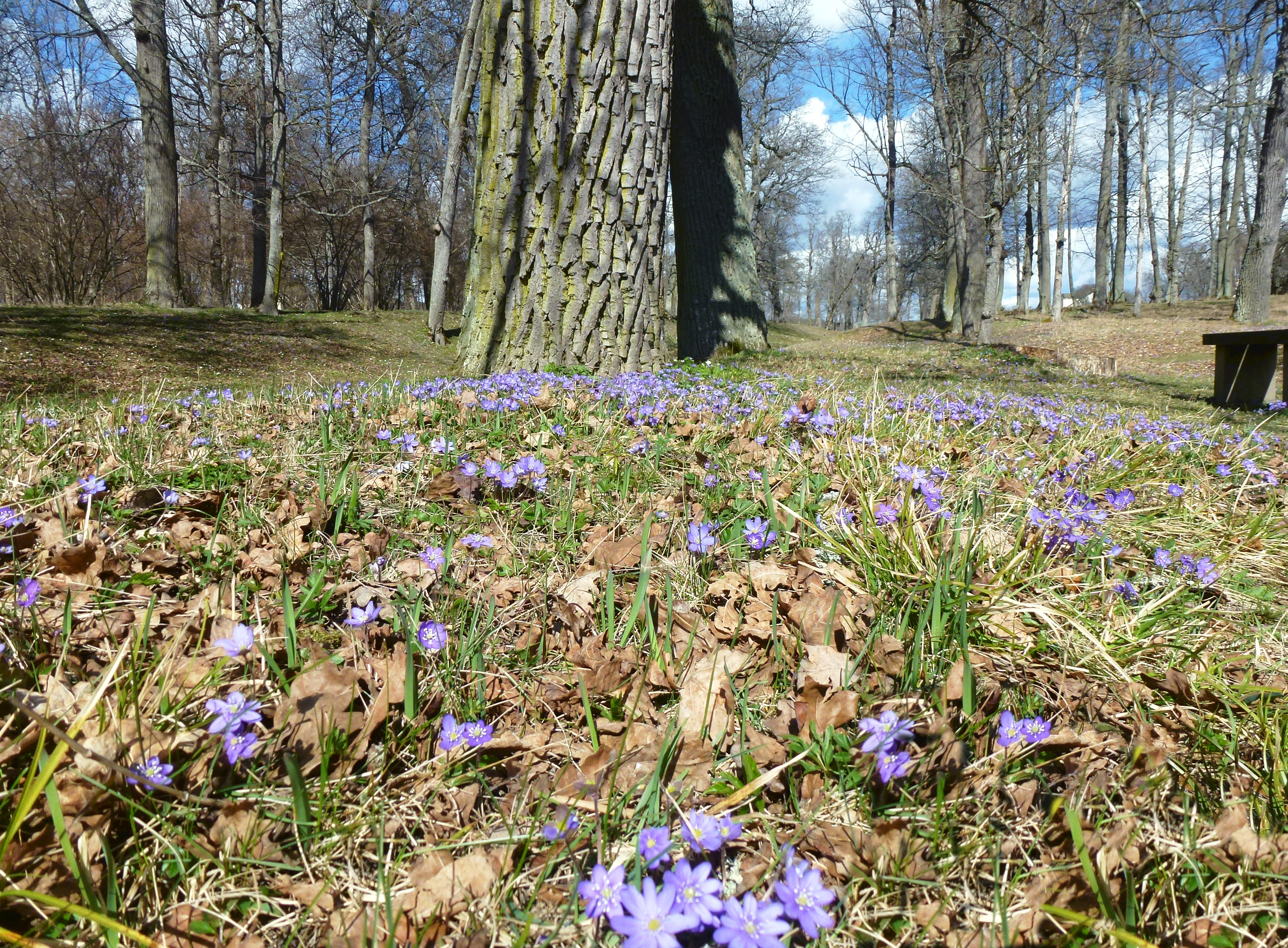
Vår i parken, april 2015.

### Fängelsetiden
Efter Lovisa Ulrikas död 1782 fick slottet förfalla i över hundra år. Det upphörde att vara kungligt lustslott 1820. På grund av att det fanns granit i området som lätt kunde brytas omformades slottet 1888 till fängelse med en tvångsarbets- och alkoholistanstalt. Ett experiment att sysselsätta tvångsarbetarna med jordbruksarbete vid Svartsjö kungsgård utföll väl, varför stenhuggeriet avslutades 1910. När anstalten senare kom att hysa grovt kriminella skapades en särskild sluten avdelning. 337 celler med plåtväggar och gallerdörrar fanns i slottet, som i mitten av 1960-talet upphörde att vara anstalt. Den omgivande fängelsemuren är numera borta. Fängelsedirektörens bostad finns kvar i slottsparken, liksom ett tjugotal personalbostäder i närheten.

### Restaurering av slottet
Efter att ha förfallit restaurerades slottet 1994–2003 av Statens fastighetsverk för 36 miljoner kronor. Arkitektkontoret Tallius Myhrman svarade för genomförandet. Fasaden har återfått den ljusa nyans, som Carl Hårleman valde för att efterlikna fransk sandsten. Fönstren har målats i guldbrun ekefärg. Inga originaltapeter fanns bevarade, varför Statens fastighetsverk låtit tapetsera tolv rum i slottets mittersta del med tidstypiska tapeter med förlagor från det närbelägna Drottningholms slott. Vidare har en hiss installerats. Även slottets omgivningar har förbättrats, med exempelvis en borggårdsmur. Vid restaureringen har man inte velat dölja slottets långa tid som fängelse utan har tvärtom låtit rekonstruera ett par fängelseceller i ett rum.

### Interiörbilder
Bilder på slottets interiör efter renoveringen.

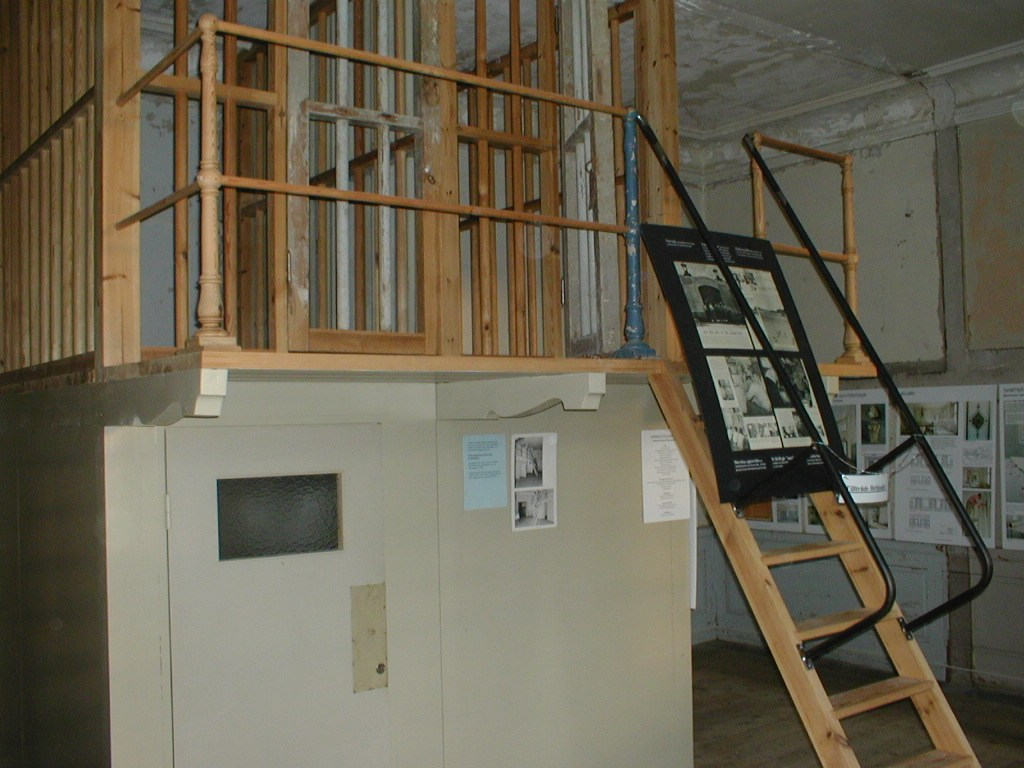
Restaurerad fängelsecell.
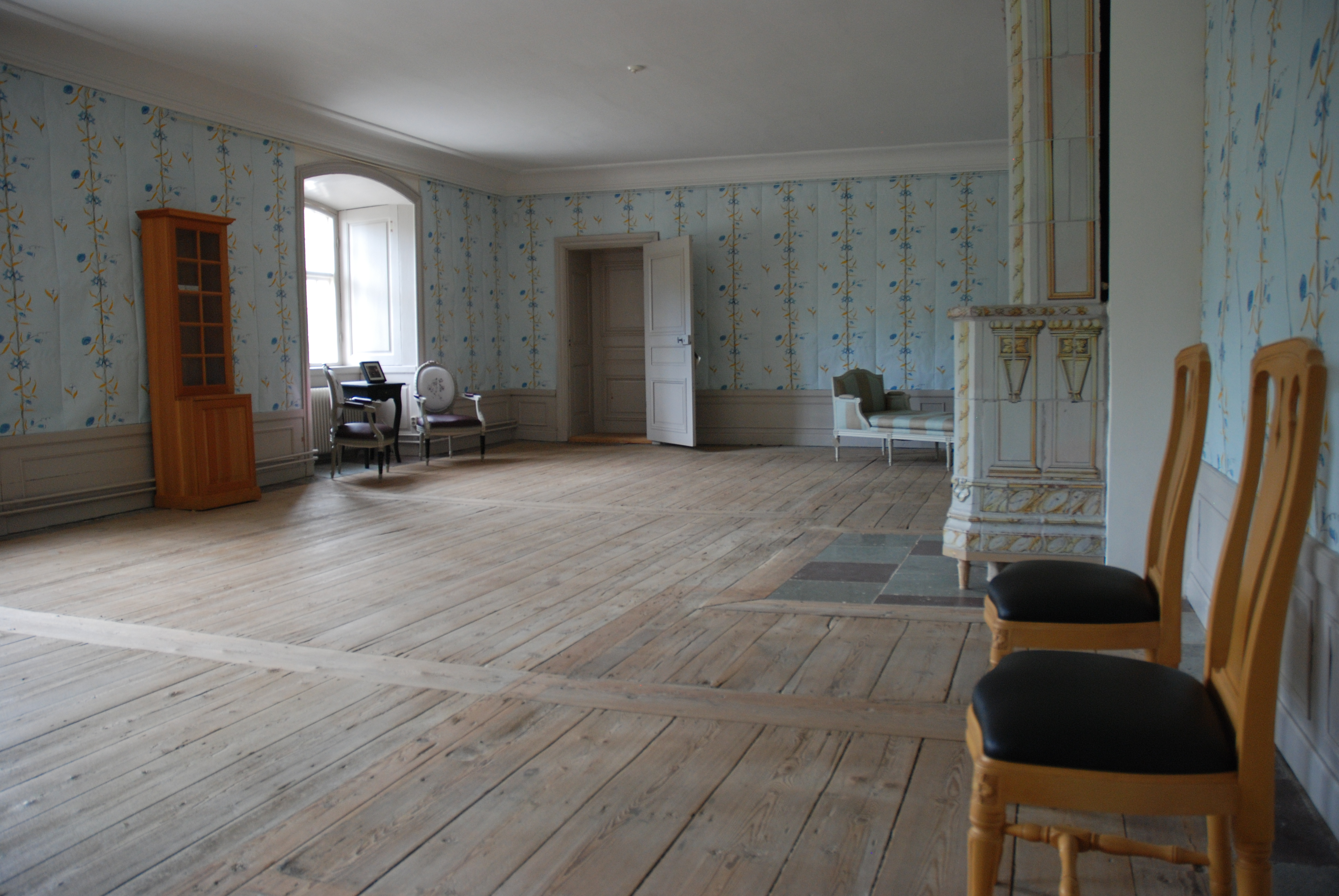
Sal på övervåningen.
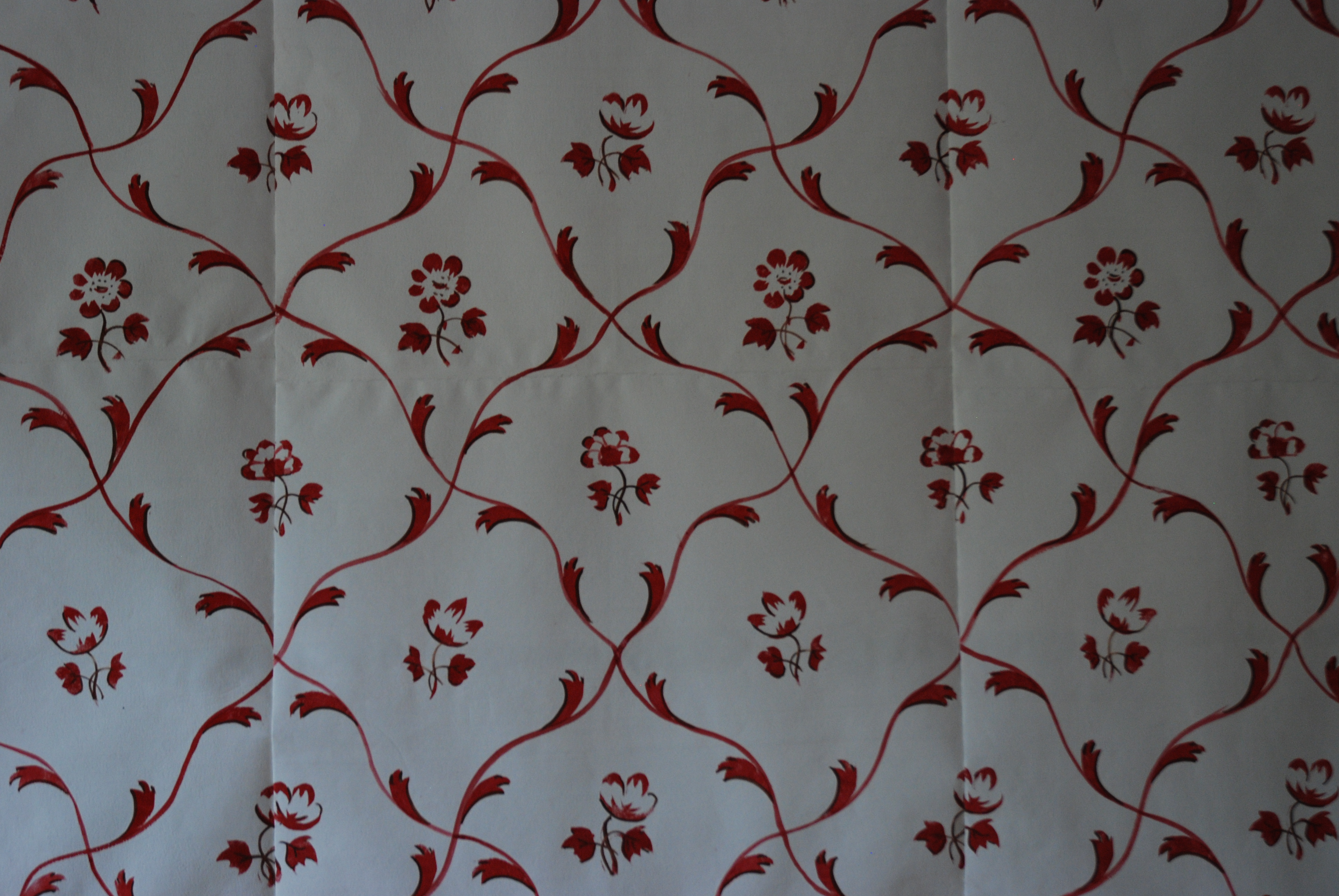
Tapet i slottet.
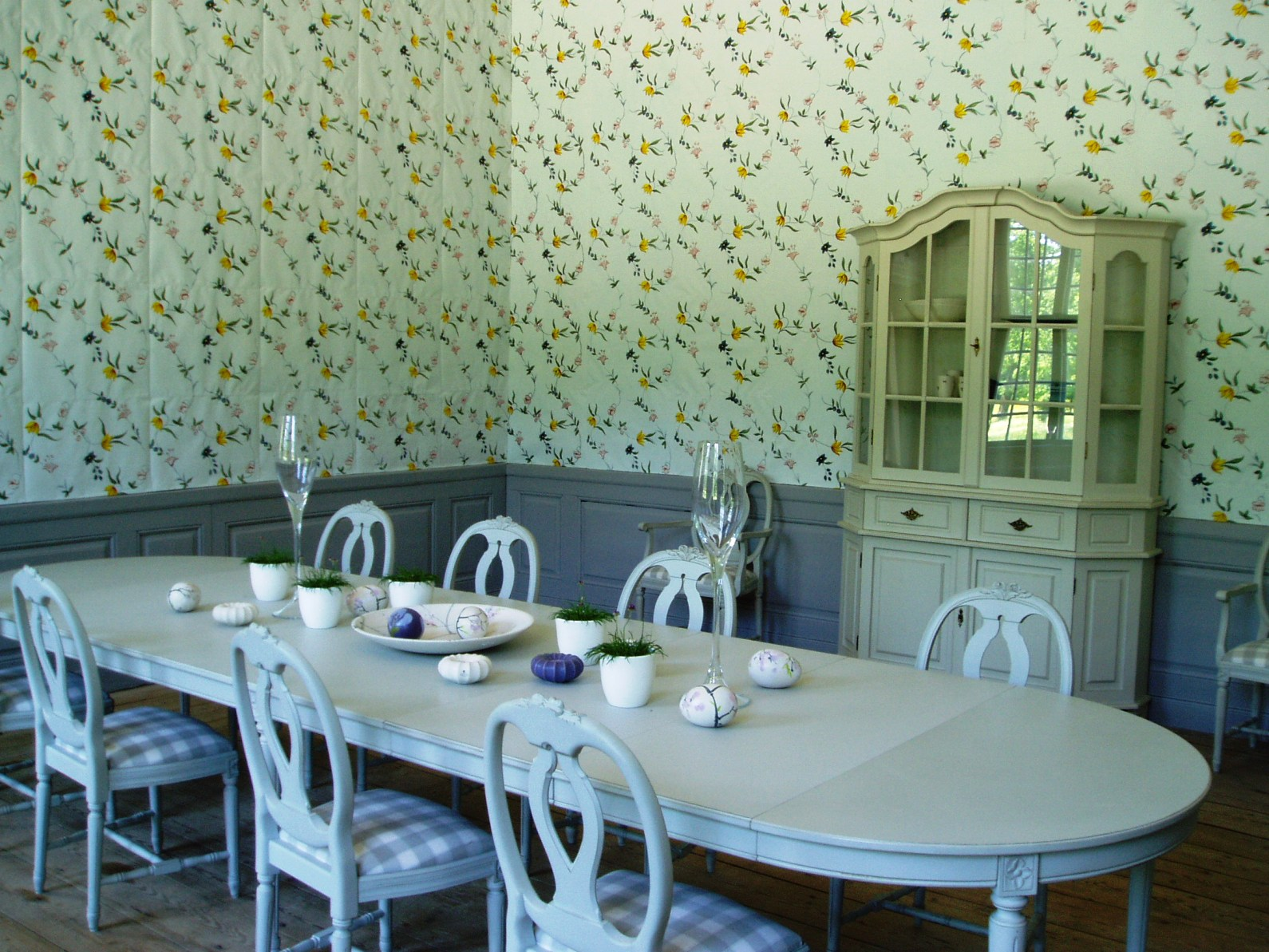
Rum i slottet.

## Byggnadsminnet Svartsjö
Byggnadsminnet Svartsjö omfattar slottet, parken med ruinerna av vasaborgen, trädgårdsmästarbostaden, fängelsets direktörsvilla, Oldfruhuset och Svartsjö gamla tingshus norr om slottsparken.

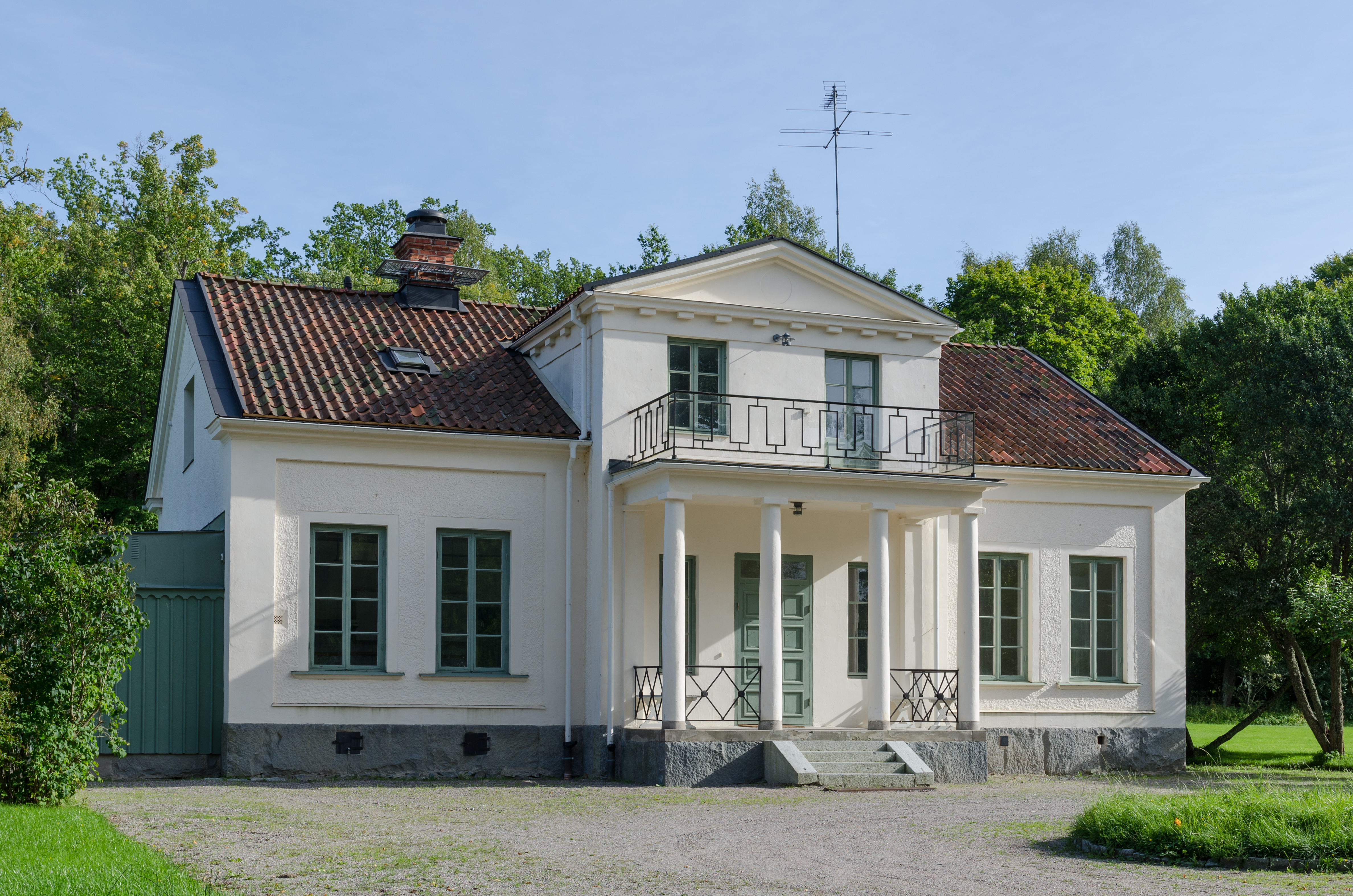
Direktörsvillan
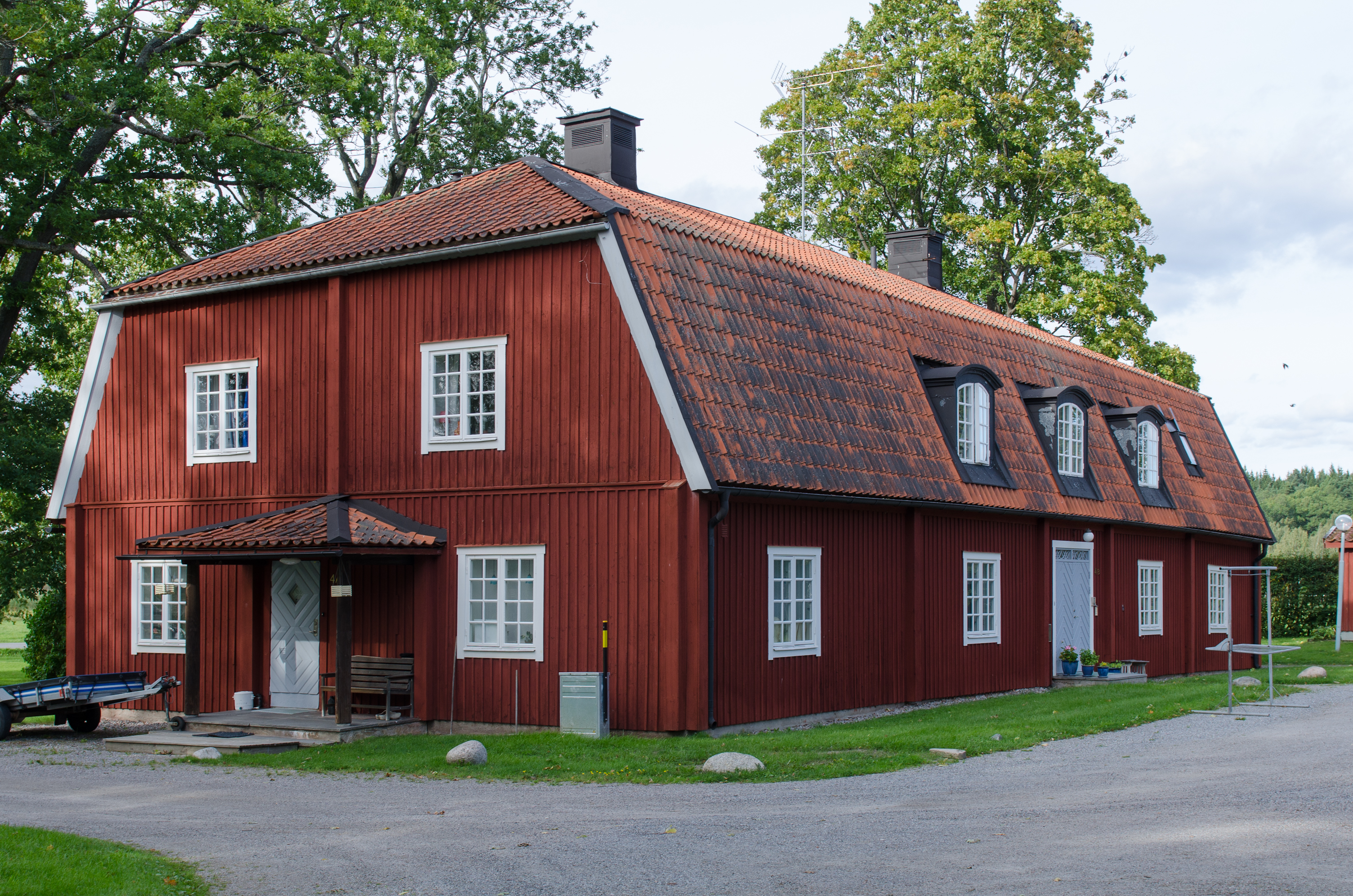
Tingshuset.
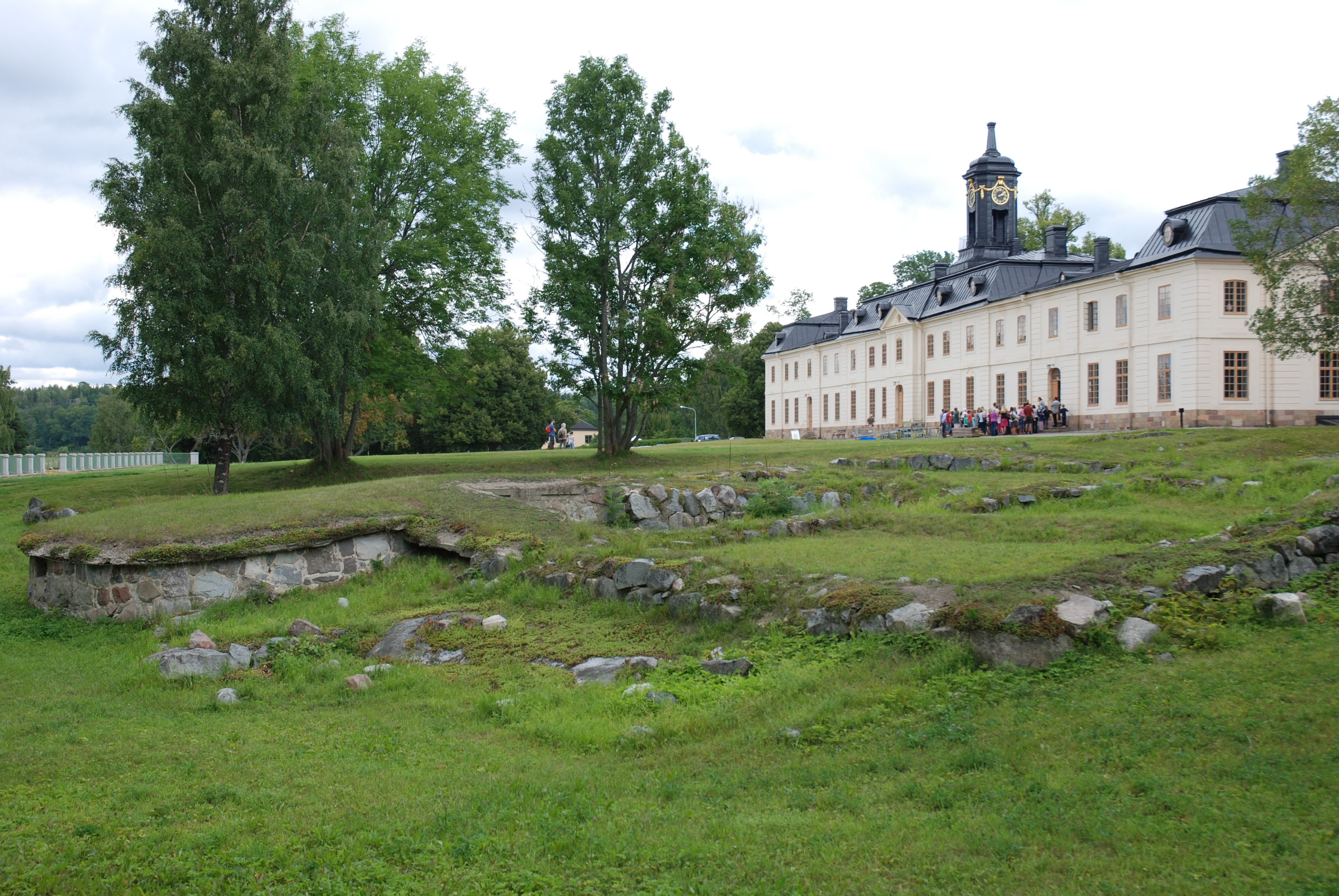
Slottsruinen.
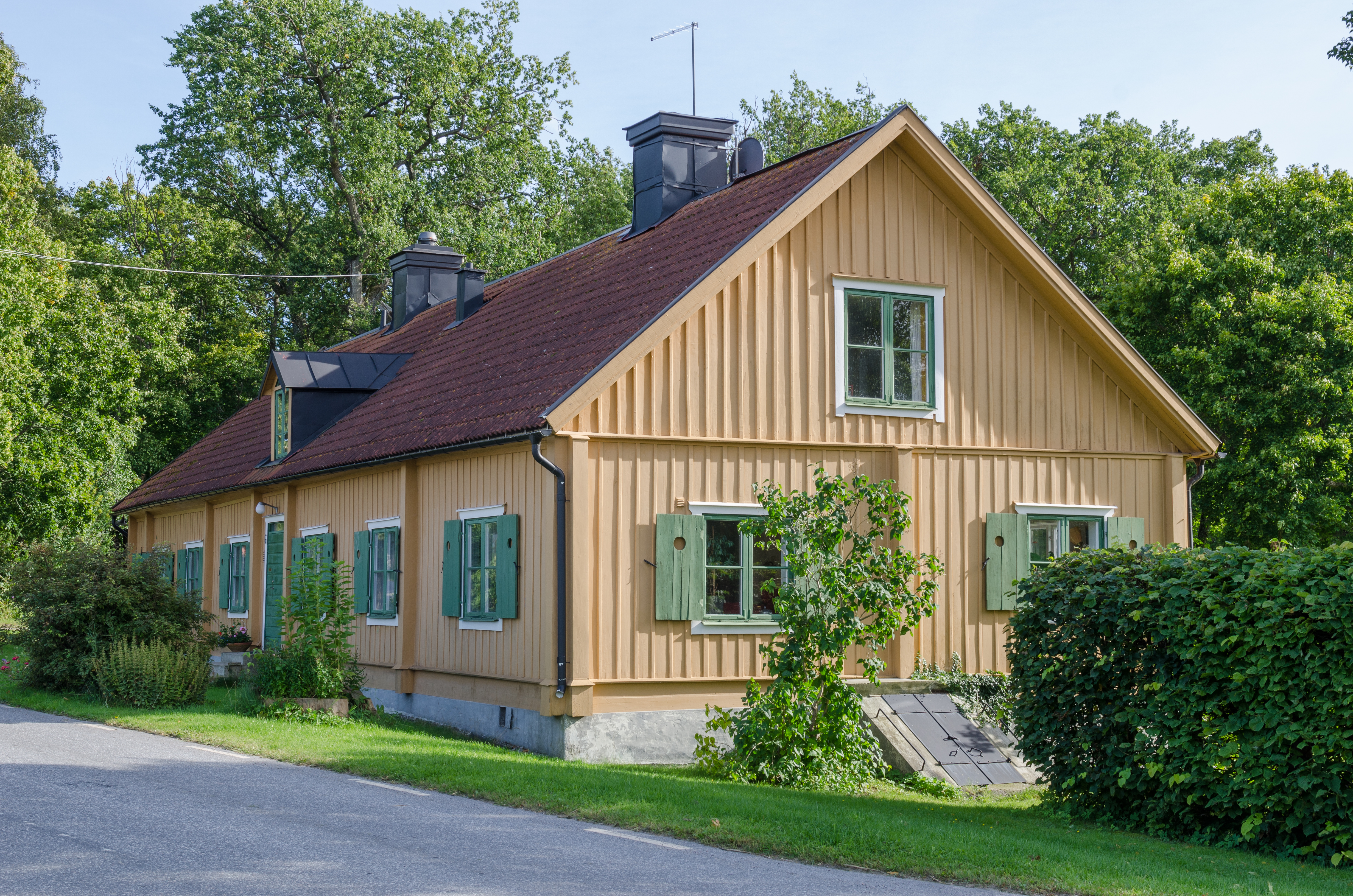
Trädgårdsmästarbostaden.

## I media
Ett avsnitt av TV-serien Hemliga svenska rum berättade om slottets historia som anstalt. Serien Det okända har även sänt ett avsnitt från slottet.